# Francesc Serés
Francesc Serés Guillén (Zaidín, 1972) es un escritor español.

## Biografía
Nació en 1972 en Zaidín, en la comarca aragonesa del Bajo Cinca. En la actualidad, reside en Olot, La Garrocha. Estudió Bellas Artes y Antropología en la Universidad de Barcelona, donde se licenció en los años 1996 y 1998 respectivamente. Serés, que fue articulista de El País y afín a posturas independentistas en relación con Cataluña, cesó su colaboración con dicho periódico en 2017. Entre 2016 y 2021 fue director de la Residencia Faber, en Olot. El 2018 fue nombrado director del Área de Creación del Instituto Ramon Llull, y director de la institución entre junio y noviembre de 2021.

## Obra

### Narrativa traducida al español
- 2004: El vientre de la tierra. Alpha Decay, Barcelona.
- 2004: El árbol sin tronco. Alpha Decay, Barcelona.
- 2006: Una lengua de plomo. Alpha Decay, Barcelona.
- 2008: La fuerza de la gravedad. Alpha Decay, Barcelona.
- 2009: Materia prima. Caballo de Troya, Madrid
- 2015: La piel de la frontera. Acantilado, Barcelona.

### Narrativa en catalán
- 2000: Els ventres de la terra. Columna, Barcelona.
- 2001: L'arbre sense tronc. Columna, Barcelona.
- 2002: Una llengua de plom. Quaderns Crema, Barcelona.
- 2003: De fems i de marbres. Quaderns Crema, Barcelona.
- 2006: La força de la gravetat. Quaderns Crema, Barcelona.
- 2007: Matèria primera. Empúries, Barcelona.
- 2008: Caure amunt. Muntaner, Llull, Roig. Quaderns Crema, Barcelona.
- 2009: DD.AA., Matar en Barcelona (antología de relatos), Alpha Decay, Barcelona.
- 2009: Contes russos. Quaderns Crema, Barcelona.
- 2014: La pell de la frontera. Quaderns Crema, Barcelona.
- 2020: La casa de foc. Proa, Barcelona.
- 2022: La mentida més bonica. Proa. Barcelona[6]

## Premios
- Premio Nacional de Literatura de la Generalidad de Cataluña en 2007.
- Premio Crítica Serra d'Or de Narrativa, por La força de la gravetat (2006)
- Premio Ciutat de Barcelona, por Contes russos (2010)
- Premio de la Crítica de narrativa catalana, por Contes russos (2010)
- Premio Crítica Serra d'Or de Narrativa, por La pell de la frontera (2015)
- Premio Proa, por La casa de foc (2020)[7]